# Pakarilahti
Pakarilahti är en vik i Finland.   Den ligger i landskapet Kajanaland, i den centrala delen av landet, 500 km norr om huvudstaden Helsingfors. Pakarilahti ligger vid sjön Ristijärvi.